# Sydney Mufamadi
Fholisani Sydney Mufamadi, né le 28 février 1959, est un homme politique sud-africain . Il est ministre de la sûreté et de la sécurité  de 1994 à 1999 et ministre des Gouvernements provinciaux et locaux de 1999 à 2008.

## Jeunesse
Mufamadi est né le 28 février 1959 à Alexandra Township, Johannesburg . Il est l'aîné des quatre enfants de Masindi et Reuben Mufamadi. Il a grandi sous l'apartheid, à Meadowlands, une banlieue de Soweto dans le Witwatersrand (dans l'actuel Gauteng) et à Tshisahulu, dans le bantoustan du Venda (aujourd'hui intégré dans la province du Limpopo ), où il a d'abord pris soin du bétail de son grand-père avant d'aller à l'école. Son père et sa mère travaillaient tous deux à Johannesburg, vendant des boissons alcoolisées faites maison pour compléter le revenu familial. Sa mère a par la suite été arrêtée pour vente illégale d'alcool. 

## Éducation
Mufamadi effectue sa scolarité au lycée Khwevha à Shayandima, Venda, qu'il termine en 1977.
Il est titulaire d'une maîtrise ès sciences en État, société et développement de l' Université de Londres, et y est doctorant spécialisé en économie politique de la fabrication automobile.

## Lutte contre l'apartheid
En 1976, avec la propagation du soulèvement de Soweto dans d'autres régions du pays, Mufamadi est devenu membre de l' Organisation des étudiants du Zoutpansberg, et conduit le boycott au Venda en octobre 197. De nombreux dirigeants étudiants sont arrêtés et d'autres, dont Mufamadi, entrent dans la clandestinité. Lorsque les écoles rouvrent, il se voit refuser la réadmission et est brièvement empêché de terminer ses études. Il déménage à Johannesburg et s'inscrit dans un collège international par correspondance .
En 1977, il rejoint le Congrès national africain. L'année suivante, il est membre fondateur de l'Organisation du peuple azanais et en 1981, il rejoint le Parti communiste sud-africain. Son implication au sein de l'AZAPO conduit à deux mois de détention sans procès à John Vorster Square, Johannesburg, en vertu de l'article 6 de la loi sur le terrorisme.